# لوي جاك تينار

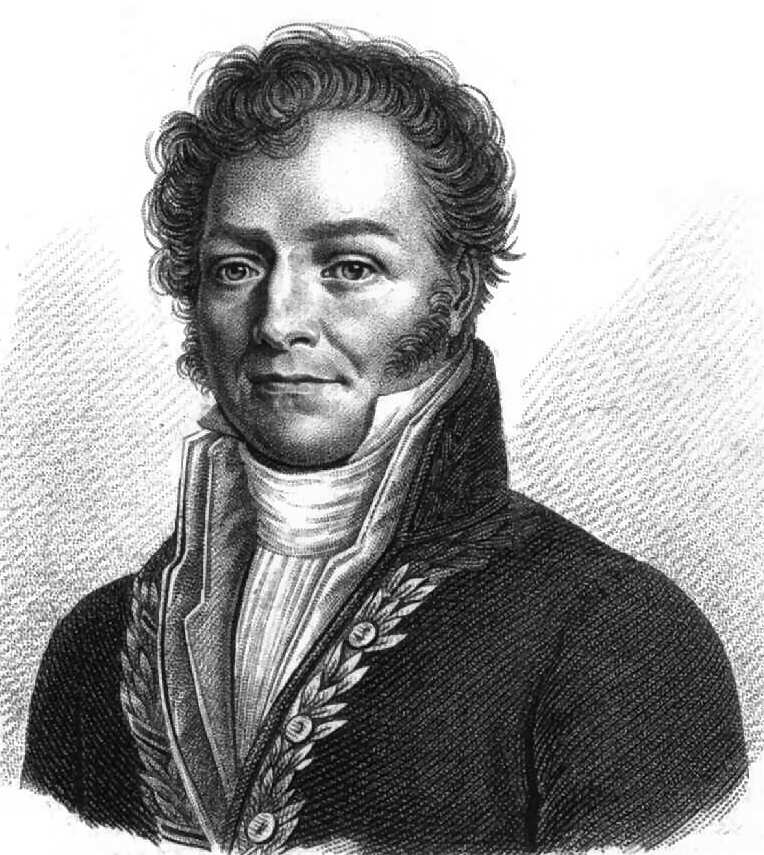
لوي جاك تينار

لوي جاك تينار (بالفرنسية: Louis Jacques Thénard)‏ هو كيميائي فرنسي عاش بين 4 أيار/مايو 1777 و 21 حزيران/يونيو 1857.

## حياته
كان والده فلاحاً فقيراً، لكنه تمكن من إرسال ابنه للدراسة في أكاديمية مدينة سانس، وبعد ذلك عندما بلغ السادسة عشر من عمره أرسله لدراسة الصيدلة في باريس. حضر هناك محاضرات لكل من أنطوان فرانسوا دي فوركروا Antoine François, comte de Fourcroy ولوي نيكولا فوكلان. سمح له بعد ذلك من ممارسة تجارب الكيمياء في مختبرات فوكلان، على الرغم من أنه لم يكن قادراً على دفع الأجرة الشهرية البالغ مقدراها 20 فرنك فرنسي، وذلك تحت طلب من شقيقات فوكلان. في غضون سنتين إلى ثلاث سنوات تمكن تينار من تطوير مستواه بحيث عين لاحقاً مدرساً للكيمياء سنة 1797، وبعد ذلك بسنة أصبح واحداً من المعيدين في المدرسة المتعددة التكنولوجية École Polytechnique.
في سنة 1804، استقال فوكلان من منصب الأستاذية في الكلية الفرنسية Collège de France، ومهد الطريق لتينار من أجل تقلد هذا المنصب. بعد ست سنوات انتخب تينار وذلك بعد وفاة دي فوركروا ليكون أستاذاً في قسم الكيمياء في المدرسة المتعددة التكنولوجية، وفي كلية العلوم. وفي سنة 1821، انتخب كعضو أجنبي في الأكاديمية الملكية السويدية للعلوم، وفي عام 1825 حاز على لقب بارون من الملك شارل العاشر، وفي سنة 1832 جعله لويس فيليب الأول من نبلاء فرنسا.
توفي لوي جاك تينار في باريس سنة 1857.

## إنجازاته العلمية
كان تينار واحداً من أفضل الأساتذة، حيث كرس كل إمكانياته من أجل خدمة الطلاب. ونشر كتاباً تعليمياً أسماه Traité de chimie élémentaire, théorique et pratique، والذي ظل يدرس لعشرات السنين.
أجرى لوي جاك تينار العديد من التجارب الكيميائية مع صديق عمره لوي جوزيف غي لوساك وذلك على العديد من المشاريع والأبحاث، حيث تمكنا على سبيل المثال من عزل عنصر البورون. أدى أسلوب تينار البحثي الدقيق إلى خلاف مع كلود لوي برتوليه حول بعض الآراء النظرية بالنسبة لتركيب أكاسيد الفلزات. نتيجة لذلك دعاه برتوليه ليصبح عضواً في جمعية آركوي Société d'Arcueil.
كان المنشور العلمي الأول لتينار سنة 1799 حول مركبات الزرنيخ والأنتيموان مع الأكسجين والكبريت. في سنة 1807، بدأ مشروعه حول مركبات الإيثر. من أبحاثه المهمة أيضاً أبحاثه على حمض السيباسيك وسنة 1802 والعصارة الصفراء سنة 1807، كما أن اكتشاف الماء الأكسجيني سنة 1818، حاز على التقدير.